# Румынский язык на Украине
Румынский язык на Украине, если не учитывать считающих своим родным языком молдавский, является шестым по распространённости языком Украины: его по переписи 2001 года назвал родным 142 671 человек или около 0,3 % населения Украины. На территории двух областей — Черновицкой (108859 человек или 11,9 % населения региона) и Закарпатской (32224 человек или 2,6 %) — проживало 98,9 % от общего числа считающих румынский родным. Если же в составе румынского учитывать также молдавский, то его родным назвали 18,64 % (11,85 % назвали родным «румынский», 6,79 % — «молдавский») населения Черновицкой области, 3,79 % (0,01 % и 3,78 %) населения Одесской области и 2,60 % (2,57 % и 0,03 %) населения Закарпатской области.
Румынское население абсолютно преобладает в Герцаевском районе (92,2 %), а также составляет значительную долю населения Глыбокского (40,1 %), Сторожинецкого (35,4 %) районов Черновицкой области и Тячевского (12,4 %) и Раховского (11,5 %) районов Закарпатской области.

## Распространённость
| Язык       | 1970  | 1979  | 1989  | 2001  |
| ---------- | ----- | ----- | ----- | ----- |
| румынский  | 64,5% | 41,0% | 62,3% | 91,7% |
| украинский | 8,9%  | 10,3% | 9,8%  | 6,2%  |
| русский    | 2,1%  | 3,1%  | 3,5%  | 1,5%  |
| молдавский | 24,2% | 45,5% | 24,3% | 0,5%  |

Свободное владение румынским и молдавским языками среди румын Украины по данным переписей:
- 2001 — 94,5%[8];
- 1989 — 90,9%[9].

Районы и города компактного проживания румын и румынофонов по результатам переписи 2001 года:
| Город/Район         | Область      | Румынский как родной язык | Румыны по национальности |
| Герцаевский район   | Черновицкая  | 92,2%                     | 91,5%                    |
| Глыбокский район    | Черновицкая  | 40,1%                     | 45,3%                    |
| Сторожинецкий район | Черновицкая  | 35,4%                     | 36,8%                    |
| Тячевский район     | Закарпатская | 12,4%                     | 12,4%                    |
| Раховский район     | Закарпатская | 11,5%                     | 11,6%                    |
| Новоселицкий район  | Черновицкая  | 9,3%                      | 6,8%                     |
| Черновцы            | Черновицкая  | 3,3%                      | 4,5%                     |

Населённые пункты, в которых по данным переписи 2001 года румынский язык назвали родным большинство населения:
| Населений пункт  | Район               | Область      | % румынскоязычных |
| Пещера           | Тячевский район     | Закарпатская | 100,0             |
| Подвальное       | Герцаевский район   | Черновицкая  | 99,3              |
| Топчино          | Тячевский район     | Закарпатская | 99,1              |
| Петрашевка       | Герцаевский район   | Черновицкая  | 98,9              |
| Великая Буда     | Герцаевский район   | Черновицкая  | 98,7              |
| Малая Буда       | Герцаевский район   | Черновицкая  | 98,6              |
| Среднее Водяное  | Раховский район     | Закарпатская | 98,6              |
| Глубокий Поток   | Тячевский район     | Закарпатская | 98,4              |
| Тернавка         | Герцаевский район   | Черновицкая  | 98,4              |
| Добрик           | Раховский район     | Закарпатская | 98,3              |
| Хряцка           | Герцаевский район   | Черновицкая  | 98,3              |
| Байраки          | Герцаевский район   | Черновицкая  | 98,1              |
| Крупянское       | Герцаевский район   | Черновицкая  | 98,1              |
| Становцы         | Глыбокский район    | Черновицкая  | 98,1              |
| Великоселье      | Герцаевский район   | Черновицкая  | 98,0              |
| Глубочок         | Сторожинецкий район | Черновицкая  | 97,8              |
| Нижняя Апша      | Тячевский район     | Закарпатская | 97,6              |
| Волока           | Глыбокский район    | Черновицкая  | 97,5              |
| Дьяковцы         | Герцаевский район   | Черновицкая  | 97,5              |
| Иживцы           | Сторожинецкий район | Черновицкая  | 97,3              |
| Белая Церковь    | Раховский район     | Закарпатская | 97,0              |
| Подишор          | Тячевский район     | Закарпатская | 97,0              |
| Купка            | Глыбокский район    | Черновицкая  | 96,9              |
| Поляна           | Глыбокский район    | Черновицкая  | 96,6              |
| Молница          | Герцаевский район   | Черновицкая  | 96,5              |
| Годыновка        | Герцаевский район   | Черновицкая  | 96,4              |
| Грушевка         | Глыбокский район    | Черновицкая  | 96,4              |
| Багриновка       | Глыбокский район    | Черновицкая  | 96,3              |
| Буковка          | Герцаевский район   | Черновицкая  | 96,1              |
| Йорданешты       | Глыбокский район    | Черновицкая  | 95,8              |
| Буденец          | Сторожинецкий район | Черновицкая  | 95,7              |
| Нижние Петровцы  | Сторожинецкий район | Черновицкая  | 95,7              |
| Нижние Синевцы   | Глыбокский район    | Черновицкая  | 95,5              |
| Горбова          | Герцаевский район   | Черновицкая  | 95,3              |
| Куликовка        | Герцаевский район   | Черновицкая  | 95,2              |
| Верхние Петровцы | Сторожинецкий район | Черновицкая  | 94,7              |
| Опришены         | Глыбокский район    | Черновицкая  | 94,3              |
| Луковица         | Герцаевский район   | Черновицкая  | 94,6              |
| Верхние Синевцы  | Глыбокский район    | Черновицкая  | 94,2              |
| Ропча            | Сторожинецкий район | Черновицкая  | 94,0              |
| Могилёвка        | Герцаевский район   | Черновицкая  | 93,3              |
| Острица          | Герцаевский район   | Черновицкая  | 93,2              |
| Красноильск      | Сторожинецкий район | Черновицкая  | 92,3              |
| Просека          | Глыбокский район    | Черновицкая  | 92,2              |
| Банчены          | Герцаевский район   | Черновицкая  | 92,1              |
| Дымка            | Глыбокский район    | Черновицкая  | 91,8              |
| Лунка            | Герцаевский район   | Черновицкая  | 91,8              |
| Карапачов        | Глыбокский район    | Черновицкая  | 91,0              |
| Сучевены         | Глыбокский район    | Черновицкая  | 87,6              |
| Радгосповка      | Герцаевский район   | Черновицкая  | 82,1              |
| Чудей            | Сторожинецкий район | Черновицкая  | 82,1              |
| Тереблече        | Глыбокский район    | Черновицкая  | 80,7              |
| Плаюц            | Раховский район     | Закарпатская | 78,2              |
| Череш            | Сторожинецкий район | Черновицкая  | 71,3              |
| Аршица           | Сторожинецкий район | Черновицкая  | 69,5              |
| Герца            | Герцаевский район   | Черновицкая  | 68,1              |
| Цурень           | Герцаевский район   | Черновицкая  | 66,6              |
| Бояны            | Новоселицкий район  | Черновицкая  | 63,5              |
| Острица          | Новоселицкий район  | Черновицкая  | 60,1              |
| Солотвино        | Тячевский район     | Закарпатская | 56,5              |
| Просокиряны      | Глыбокский район    | Черновицкая  | 56,1              |

С 2012 по 2018 год румынский язык являлся региональным в нескольких сёлах:
- сёлах Нижние Петровцы, Иживцы Сторожинецкого района Черновицкой области[13][14];
- сёлах Волока, Грушевка Глыбокского района Черновицкой области[15];
- сёлах Магала, Буда, Острица, Прут, Тарасовцы Новоселицкого района Черновицкой области[16];
- сёлах Белая Церковь, Нижняя Апша Раховского района Закарпатской области[17].

## Язык и культура
Румыны в Черновицкой области своеобразной культурной автономией. В Черновцах выходят на румынском языке 12 областных газет. Среди них самые тиражные — «Зориле Буковиней» и 3 районных двуязычных украино-румынских газет. Отдельное издательство выпускает на румынском языке. Существуют начальные и средние школы с румынским языком; в Черновицком университете есть кафедра романской филологии. Действуют самодеятельные кружки румынской песни. Ряд членов Союза Писателей Украины пишет на румынском языке. Также в Черновцах 20 ноября 2012 года состоялась пресс-конференция по поводу открытия румынской библиотеки «Голос Буковины» по инициативе академика Александрины Черновой и коллектива Издательства «Александра Доброго», действует при поддержке МИДа Румынии. В новой библиотеке можно найти много редких, старых и новых книг, монографий, учебников, журналов, словарей на румынском языке на любую тему, из любой отрасли.
| Количество заведений с обучением на румынском языке | Учебный процесс на румынском языке, учащихся | Изучают румынский язык как предмет | Общий процент к общему количеству учащихся (4 438 383) | Процент румын по переписи 2001 года |
| --------------------------------------------------- | -------------------------------------------- | ---------------------------------- | ------------------------------------------------------ | ----------------------------------- |
| 89                                                  | 21671                                        | 683                                | 0,51%                                                  | 0,31%                               |

По данным Государственной службы статистики Украины в 2023/24 учебном году в Черновицкой области 105 874 учеников получали общее среднее образование, из них 93 134 (87,97 %) обучались в украиноязычных классах, 12 740 (12,03 %) — в румыноязычных. Из 48 486 получающих среднее образование в городских образовательных учреждениях 47 165 (97,28 %) получали образование на украинском, 1 321 (2,72 %) — на румынском. Из 57 388 получающих среднее образование в сельских образовательных учреждениях 45 969 (80,10 %) получали образование на украинском, 11 419 (19,90 %) — на румынском.

## Религия
В 106 православных церквях и монастырях, в Закарпатской и Черновицкой областях, богослужение совершается на румынском языке. В молитвенных домах (Casa de rugăciune) протестантских конфессий, расположенных в румынскоязычных населенных пунктах, богослужение тоже совершается на румынском языке.